# 横浜市立菅田中学校
横浜市立菅田中学校（よこはましりつすげたちゅうがっこう）は、神奈川県横浜市神奈川区菅田町に所在する公立中学校。

## 沿革
- 1978年（昭和53年）4月 - 開校[1]

## アクセス
横浜駅西口より
- 相鉄バス浜1系統（小机行き・西菅田団地行き）　「菅田中学校前」下車
- 相鉄バス浜44系統（八反橋行き）・横浜市営バス83系統（上菅田東部公園行き）　「東泉寺前」下車、徒歩3分